# Henk over de Linden
H.J. (Henk) over de Linden (Enkhuizen, 31 augustus 1923 – Hilversum, 24 oktober 2023) was een Nederlands politicus van de PvdA.
Vanaf 1948 was hij de ontvanger en tevens eerste ambtenaar der secretarie van de gemeenten Beets en Oudendijk. In september 1966 werd hij benoemd tot burgemeester van de gemeenten Graft en De Rijp als opvolger van J. Dalenberg die eerder dat jaar was overleden. Op 1 augustus 1970 fuseerden deze gemeenten tot Graft-De Rijp waarvan hij de burgemeester werd. In oktober 1975 werd Over de Linden burgemeester van Weesp, wat hij tot 1986 zou blijven. Daarmee was zijn burgemeesterscarrière nog niet voorbij want in de periode 1990-1991 was hij nog waarnemend burgemeester van Muiden.
In 1998 verscheen zijn boek Burgemeesters van Weesp en Weesperkarspel in de 19e eeuw.
In 2022 stopte de inmiddels 98-jarige Over de Linden met vrijwilligerswerk voor het Regionaal Historisch Centrum Vecht en Venen. Hij overleed twee maanden na zijn 100e verjaardag.